# Givardon
Givardon är en kommun i departementet Cher i regionen Centre-Val de Loire i de centrala delarna av Frankrike. Kommunen ligger  i kantonen Sancoins som tillhör arrondissementet Saint-Amand-Montrond. År 2022 hade Givardon 302 invånare.

## Befolkningsutveckling
Antalet invånare i kommunen Givardon
Referens:INSEE